# Zaneslo
Zaneslo (in russo Занесlo?) è un singolo della cantante ucraina Loboda, pubblicato il 10 dicembre 2021 su etichetta discografica Sony Music.

## Video musicale
Il video musicale è stato reso disponibile il 13 dicembre 2021.

## Tracce
Testi di Aleksandr Križevič e Artem Černyšev, musiche di Michail Gajdaj.
Download digitale
1. Zaneslo – 3:20

## Classifiche
| Classifica (2021–22) | Posizione massima |
| -------------------- | ----------------- |
| Russia               | 38                |
| Ucraina              | 17                |